# Tipula rossmani
Tipula rossmani är en tvåvingeart som beskrevs av George W. Byers 2003. Tipula rossmani ingår i släktet Tipula och familjen storharkrankar. Inga underarter finns listade i Catalogue of Life.